# 星系的形成和演化
星系的形成和演化之研究涉及從均質開始形成同質與異質宇宙的過程，第一個星系的形成，星系隨時間變化的方式，以及在附近的星系中觀察到的各種結構和過程。根據結構形成理論，星系的形成假設是由於大爆炸之後的微小量子漲落的結果。觀測到的現象基本上與最簡單的ΛCDM模型一致，也就是說，星系的群聚和合併使星系的質量積累，決定了它們的形狀和結構。 

## 星系的一般觀測特性

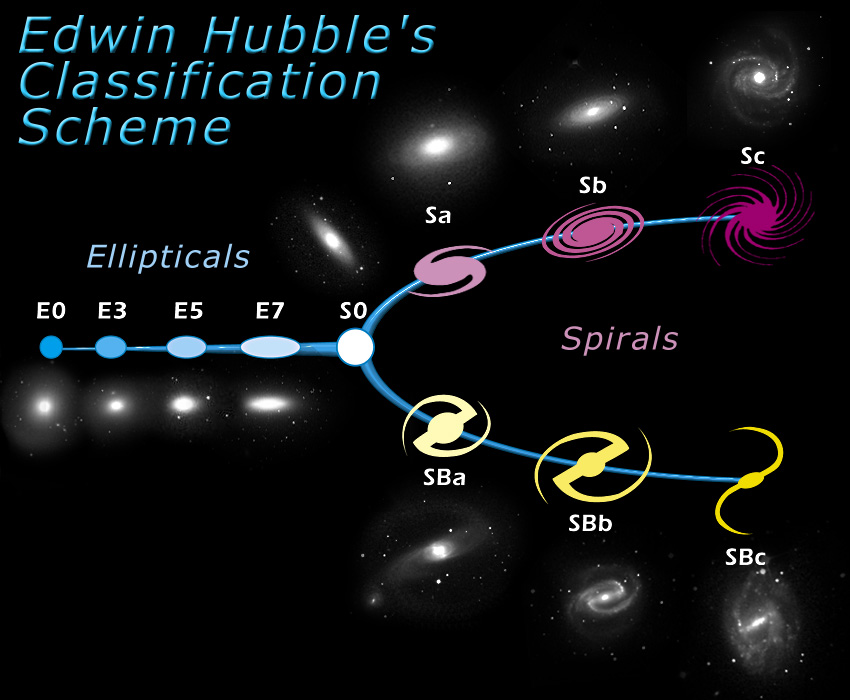
星系型態的哈伯音叉圖。

因為無法在外太空進行實驗，"測試"星系演化理論和模型的唯一方法就是將其與觀測的結果進行比較。對星系如何形成和演化的解釋，必須能夠預測觀測到的星系性質和類型。
愛德溫·哈伯創造了被稱為哈伯音叉圖的第一個星系分類法。他將星系劃分為橢圓、正常的螺旋、棒旋（如銀河）和不規則。這些不同類型的星系表現出以下特性，這些特性可以用當前的星系演化理論來解釋：
- 星系的許多性質（包括星系顏色-星等圖）表明，基本上有兩種類型的星系。這些星系群分為藍色的恆星形成螺旋星系，和紅色的非恆星形成的橢圓星系。
- 螺旋星系非常薄、密度大、旋轉速度較快，而橢圓星系中的恆星有隨機定向的軌道。
- 大多數巨大的星系中心都有一個超大質量黑洞，質量的範圍從數百萬到數十億倍於我們太陽的質量。黑洞的質量與宿主星系的凸起或核球的質量有關。
- 金屬量與星系的絕對星等（光度）正相關。

哈伯錯誤的認為音叉圖描述了星系演化的序列，是從螺旋星系經由透鏡星系再到螺旋星系。但事實並非如此，相對的，音叉圖顯示了從簡單到複雜的演變過程，並沒有時間的內涵。天文學家現在認為，星系的盤狀結構是首先形成的，然後通過星系合併演化成橢圓星系。
現時的模型還預測，星系中的大部分質量是由暗物質組成的。這是一種不能直接觀測到的物質，除了引力之外，可能不會經由任何其它管道相互作用。這種預測之所以產生，是因為除非它們所擁有的質量遠超過可以直接觀察到的質量，否則星系不可能像它們那樣形成，或者像我們所看到的那樣旋轉。

## 盤狀星系的形成
星系演化的最早階段是形成。當一個星系形成時，它是盤狀的。由於盤上有螺旋的"臂"結構，所以稱為螺旋星系。關於恆星的盤狀分布是如何從雲狀物質發展而成，有不同的理論：然而，現時沒有一個能準確預測觀測的結果。

### 由上而下理論
奧林·艾根、唐納德·林登貝爾和艾倫·桑德奇在1962年提出了一個理論，認為盤狀星系是通過一個巨大的氣體雲整體坍塌形成的。早期宇宙中的物質分布是由暗物質組成的團塊，這些團塊因引力而相互作用，相互施加潮汐力矩，從而產生一定的角動量。當重子物質冷卻時，它散失了一些能量而向中心收縮。在角動量守恆的情況下，向中心靠近的物質加速了它的自轉。然後，就像一個旋轉中的披薩麵球團，物質形成一個緊密的圓盤。一旦圓盤冷卻，氣體在引力上就不穩定了，所以它不再能保持單一的均勻性。它開始破裂，而這些較小的氣體團就形成恆星。由於暗物質只在引力下相互作用，所以不會消散而依然分布在圓盤外，成為暗暈。觀測的結果顯示，仍有恆星位於盤外，而這不太符合"披薩麵團"模型。這最初是由倫納德·塞爾和羅伯特·齊恩(Robert Zinn)提出的，星系是由較小的祖先合併而成。這一理論由上而下形成的情景，它相當簡單，但已不再被廣泛接受。

### 由下而上理論
最近的理論包括暗物質暈在由下而上的聚集。有人提出，物質從這些小團(質量相當於球狀星團)開始，然後很多這些小團的合併形成星系；而不是巨大的氣體雲坍塌形成星系，然後在星系中分裂成更小的雲團，然後受到引力吸引形成星系團。這仍然導致重子物質成圓盤狀分佈，與由上而下理論相同的原因，暗物質形成星系暈。使用這種過程的模型預測小星系的數量比大星系多，這與觀測結果相符。
天文學家現在還不知道是甚麼過程阻止了收縮。事實上，盤狀星系形成的理論對其產生旋轉速度和大小這方面並不成功。有人認為，來自新形成的明亮恆星或活躍星系核的輻射可以減緩形成盤的收縮。也有人認為暗物質暈可以拉動星系，從而阻止星系盤收縮。
ΛCDM模型是解釋大爆炸之後宇宙形成的宇宙學模型。它是一個相對簡單的模型，可以預測宇宙中觀測到的許多性質，包括不同星系類型的相對頻率；然而，它低估了宇宙中薄盤星系的數量。原因是這些星系形成的模型預測了大量的合併。如果盤狀星系與另一個質量相當的星系(至少占其質量的15%)合併，很可能會破壞盤狀星系(見下一節)。對天文學家而言，這雖然仍是一個需要解決的問題，但這不一定意味著ΛCDM模型完全錯誤，而是需要進一步的完善，才能準確再現宇宙中星系的數量。

## 星系合併與橢圓星系的形成

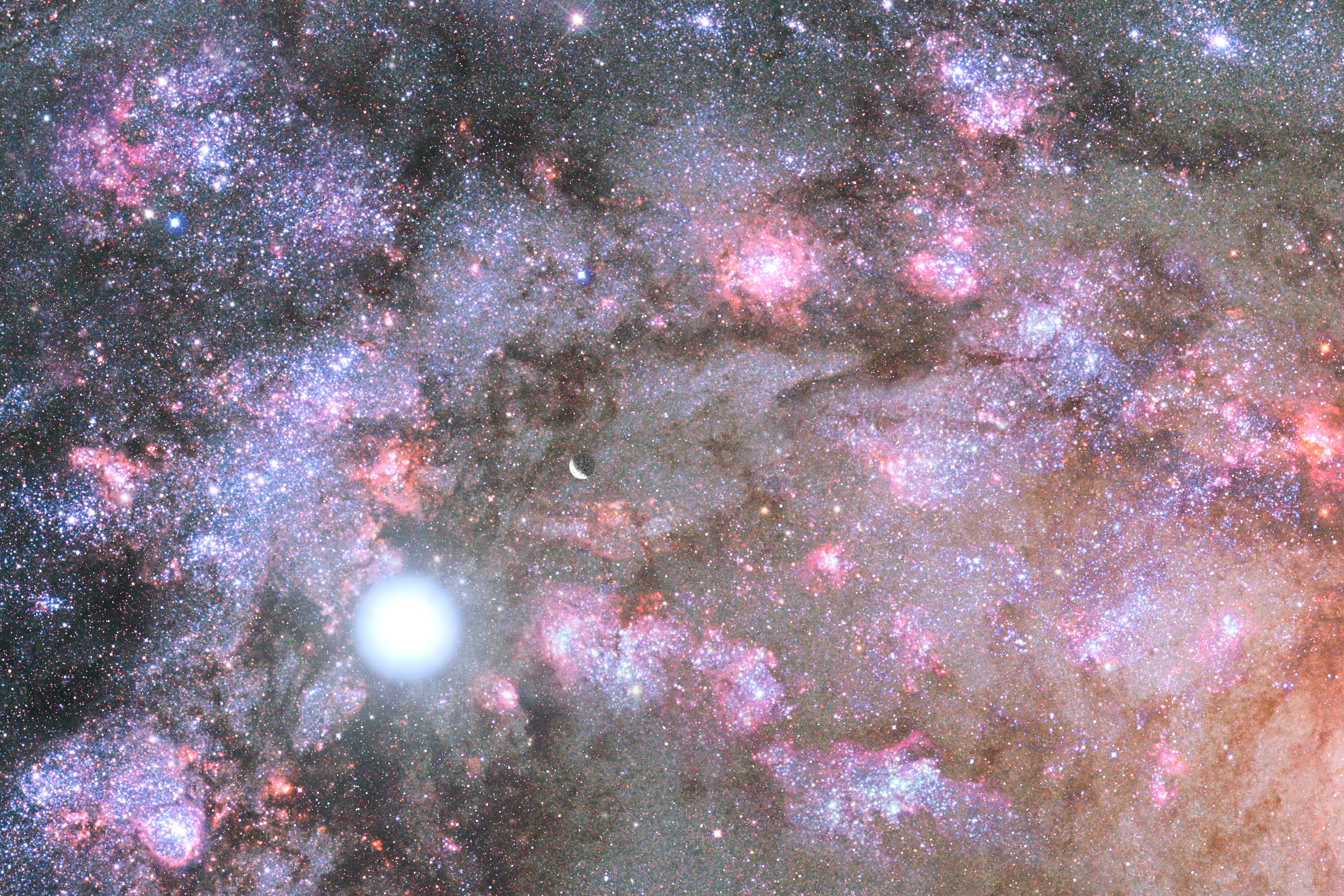
藝術家的想像中，在一個年輕、正在成長的橢圓星系核心深處，一場恆星誕生的風暴。

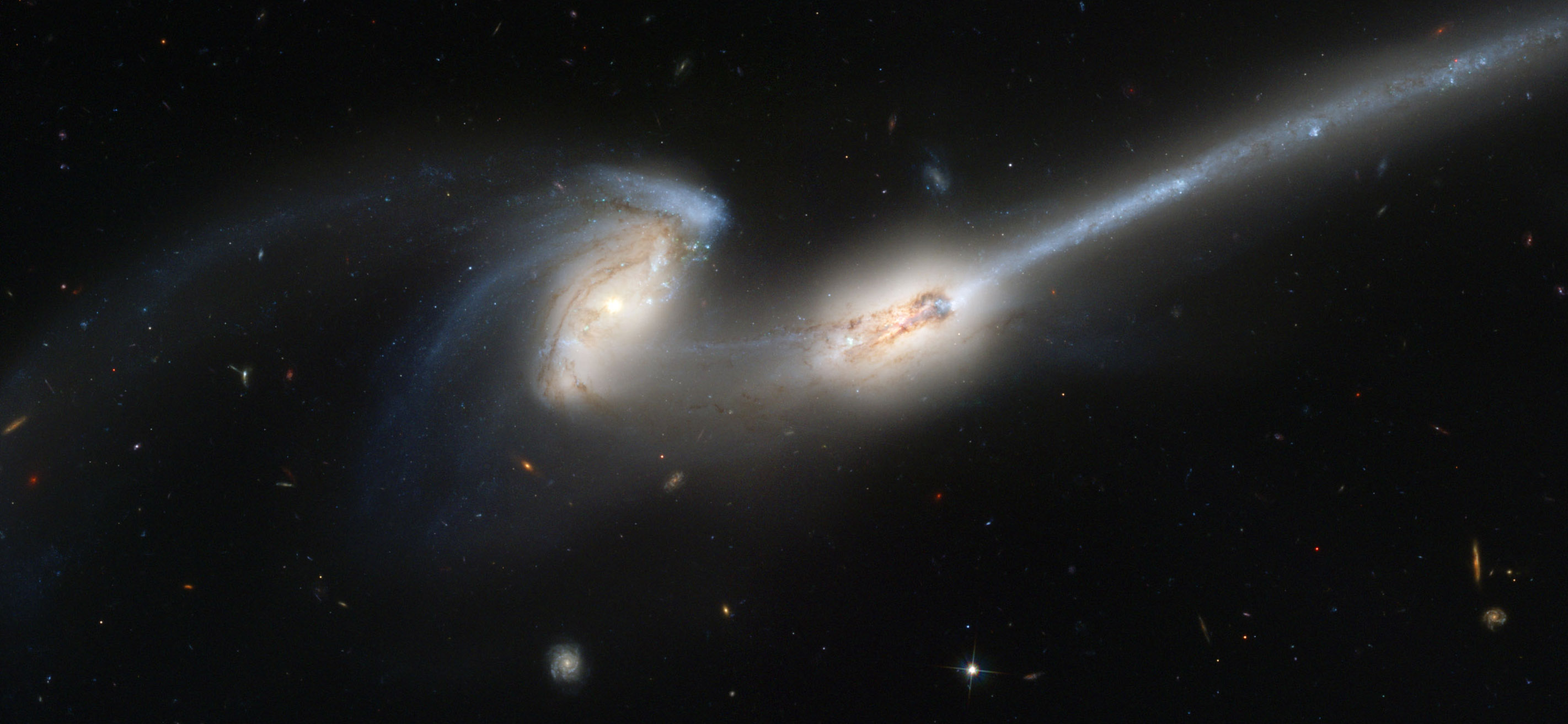
NGC 4676(雙鼠星系)是現時星系合併的一個例子。

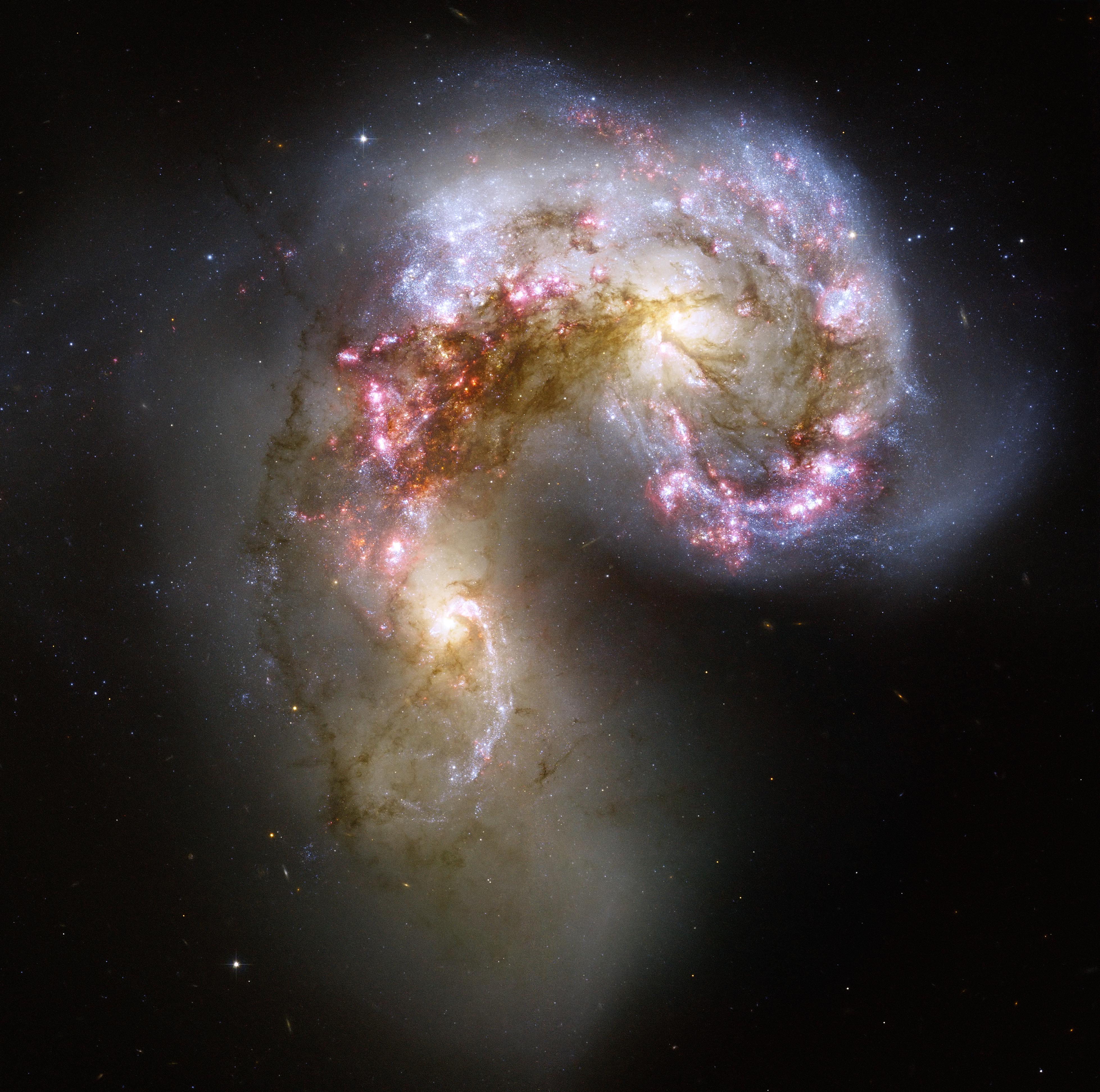
觸鬚星系是互相碰撞的一對星系━明亮的藍色區塊是由於合併而被點燃的年輕恆星。

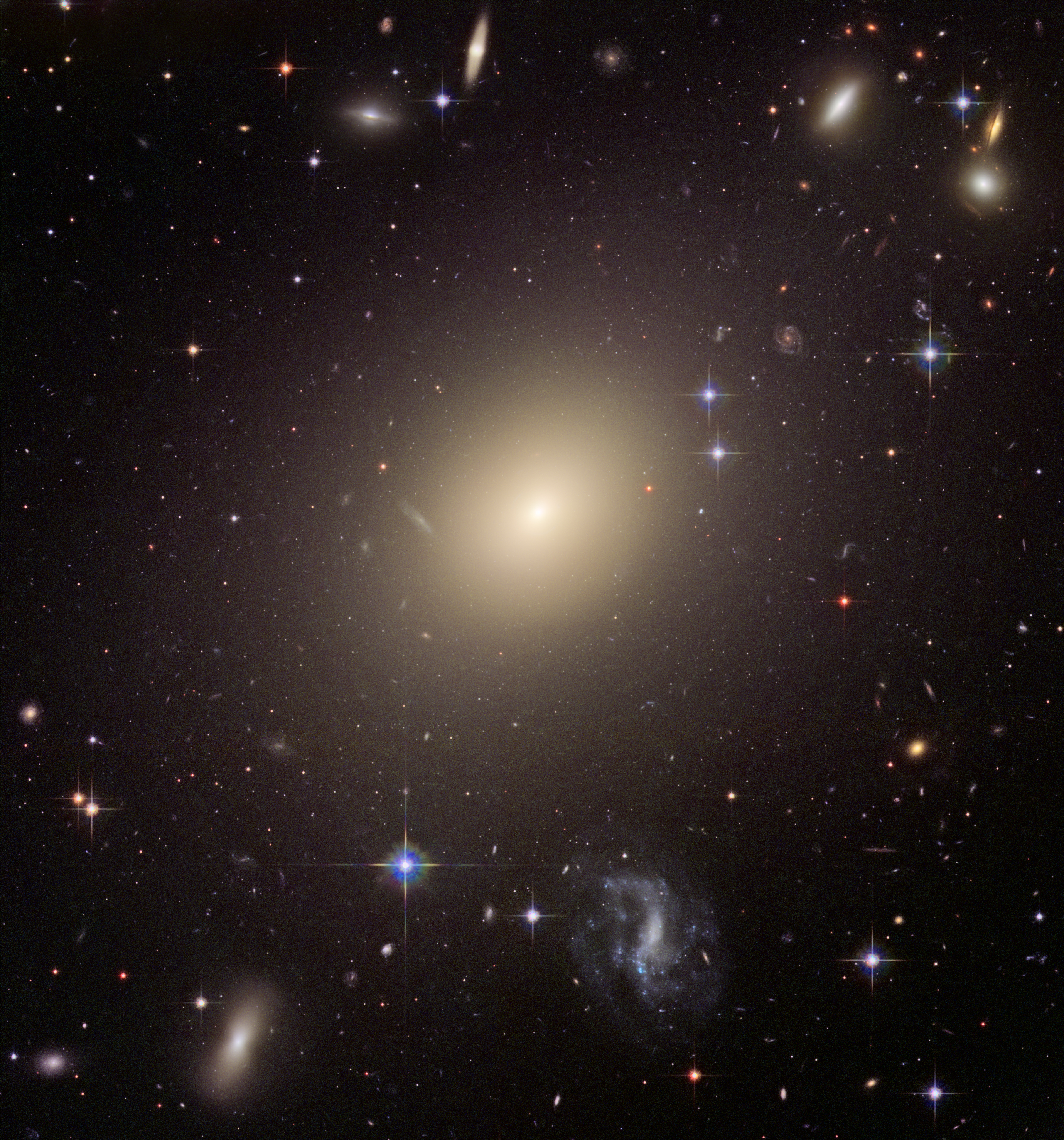
ESO 325-G004是一個典型的橢圓星系。

橢圓星系(例如IC 1101)是迄今所知最大的星系之一。在這些星系內的恆星軌道是隨機定向的，也就是說它們不像盤狀星系那樣轉。橢圓星系的一個顯著特徵就是與螺旋星系不同，恆星的速度無助於星系的扁平化。橢圓星系的中心有超大質量黑洞，而這些黑洞的質量與星系的質量相關。
橢圓星系的演化有兩個主要的階段。第一個階段是由於超大質量黑洞通過吸積冷卻氣體而長大，第二個階段是黑洞通過抑制氣體冷卻而穩定，從而使橢圓星系處於穩定狀態。黑洞的質量也與一種稱為σ，即恆星在其軌道上的速度離散性質有關。這種關係是在2000年發現的，稱為質量-速度離散關係。僅管有些圓盤星系類似於橢圓星系，但橢圓星系大多缺少圓盤。橢圓星系更可能出現在宇宙中擁擠的區域，例如星系團。
天文學家現在將橢圓星系視為宇宙中最進化的系統之一。人們普遍認為，橢圓星系演化的主要驅動力是較小星系的合併。宇宙中的許多星系在引力作用下與其它星系相連，這意味著它們永遠無法逃脫相互的引力。如果星系的大小相近，那麼合成的星系將與兩個祖星系都不相似，取而代之的會是橢圓星系。星系合併有很多種類型，不一定會導致橢圓星系，但會導致結構變化。例如，發生在銀河系與麥哲倫雲之間的微小合併事件。
大星系之間的合併被認為是劇烈的，兩個星系之間氣體摩擦的相互作用可以引起引力的激波，它們能夠在新的橢圓星系中形成新的恆星
。通過對不同星系碰撞影像的排序，可以觀察到兩個螺旋星系合併成一個橢圓星系的時間軸。
在本星系群中，銀河系和仙女座星系受到引力束縛，現時正以高速相互接近。模擬顯示，銀河系和仙女座星系正處於碰撞過程中，預計將在不到50億年的時間內發生碰撞。在這次碰撞中，推測太陽和太陽系的其它部分將從當前環繞銀河系的路徑中彈出。碰撞後的殘餘物可能是一個巨大的橢圓星系。

## 星系猝滅

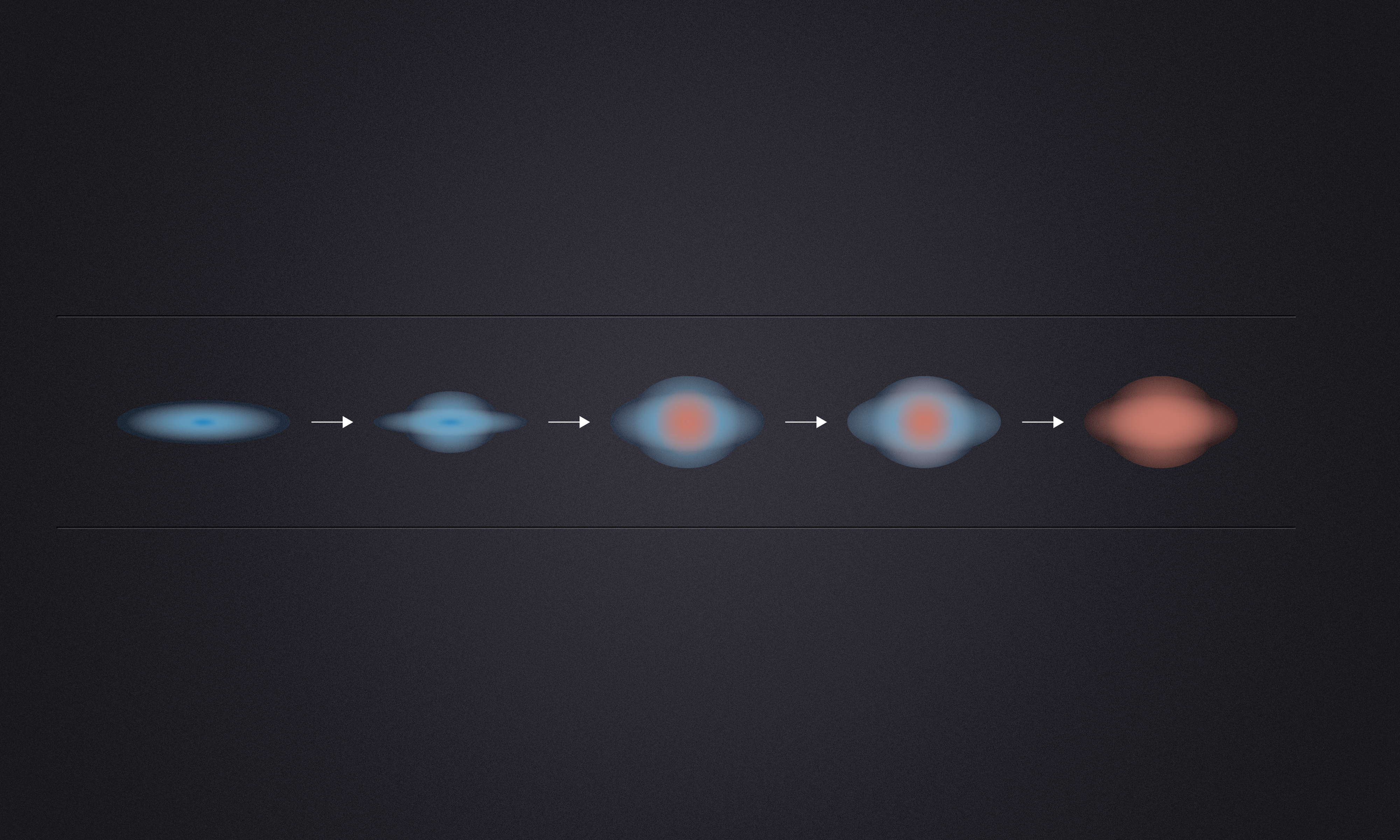
在正在死亡的星系中，其恆星形成在數十億年前就已經噴濺掉了。

一個成功的星系演化理論必須能夠解釋觀測所見（如右圖）：在星系顏色-星等圖上存在的兩種不同的星系群。在這張圖上，大多數星系傾向於分成兩種不同的狀態：「紅序列」和「藍雲」。紅序星系是幾乎沒有氣體和塵埃，而沒有恆星形成的橢圓星系；而藍雲星系往往充滿塵埃，是恆星持續形成的螺旋星系。
如前幾節所述，星系傾向於通過合併，從螺旋結構演化成橢圓結構。然而，現時的星系合併速度並不能解釋所有的星系是如何從"藍色雲"移動到"紅序列"，它也不能解釋星系中的恆星形成是如何停止。因此，星系演化的理論必須能夠解釋星系中的恆星形成是如何停止的。這種現象被稱為星系「猝滅」。
恆星形成是由冷氣體產生的(另見肯尼克特-施密特定律)，因此當一個星系沒有足夠的冷氣體時，恆星的形成就會熄火。然而，人們認為這個熄火發生得相當快(在10億年內)，遠比一個星系耗盡其所儲存的冷氣體所需的時間要短得多，所以稱為猝滅。星系演化模型通過假設有其它的物理機制來解釋這一點，這些物理機制消除或截斷了星系中冷氣體的供應。這些機制大致可分為兩類：(1) 封鎖冷氣體進入星系或封鎖它產生恆星的預防性迴響機制；和(2) 拋射迴響機制，將氣體排出，使其不能形成。
一種理論上稱為"扼殺"的預防機制封鎖冷氣體進入星系。扼殺可能是附近的低質量星系中猝滅恆星形成的主要機制。扼殺的確切物理解釋仍然是未知的，但它可能與星系和其他星系之間的相互作用有關。當一個星系落入星系團時，與其它星系的引力相互作用會封鎖它不能吸積更多的氣體，從而扼殺它。對於具有大質量暗物質暈的星系，另一種稱為"維里衝擊加熱"的預防機制也可能封鎖氣體變冷，而加熱到不足以形成恆星。
從星系中排出冷氣體的噴射過程，可能解釋了更多大質量星系是如何猝滅的。一種拋射機制是由星系中心的超大質量黑洞引起的。模擬顯示，氣體在銀河系中心的黑洞周圍吸積產生高能噴流；釋放出來的能量可以排出足夠的冷氣體來封鎖恆星的形成。
我們自己的銀河系和附近的仙女座星系，現時似乎正在經歷恆星形成的藍色星系轉換成紅色星系的猝滅過程。

## 圖集

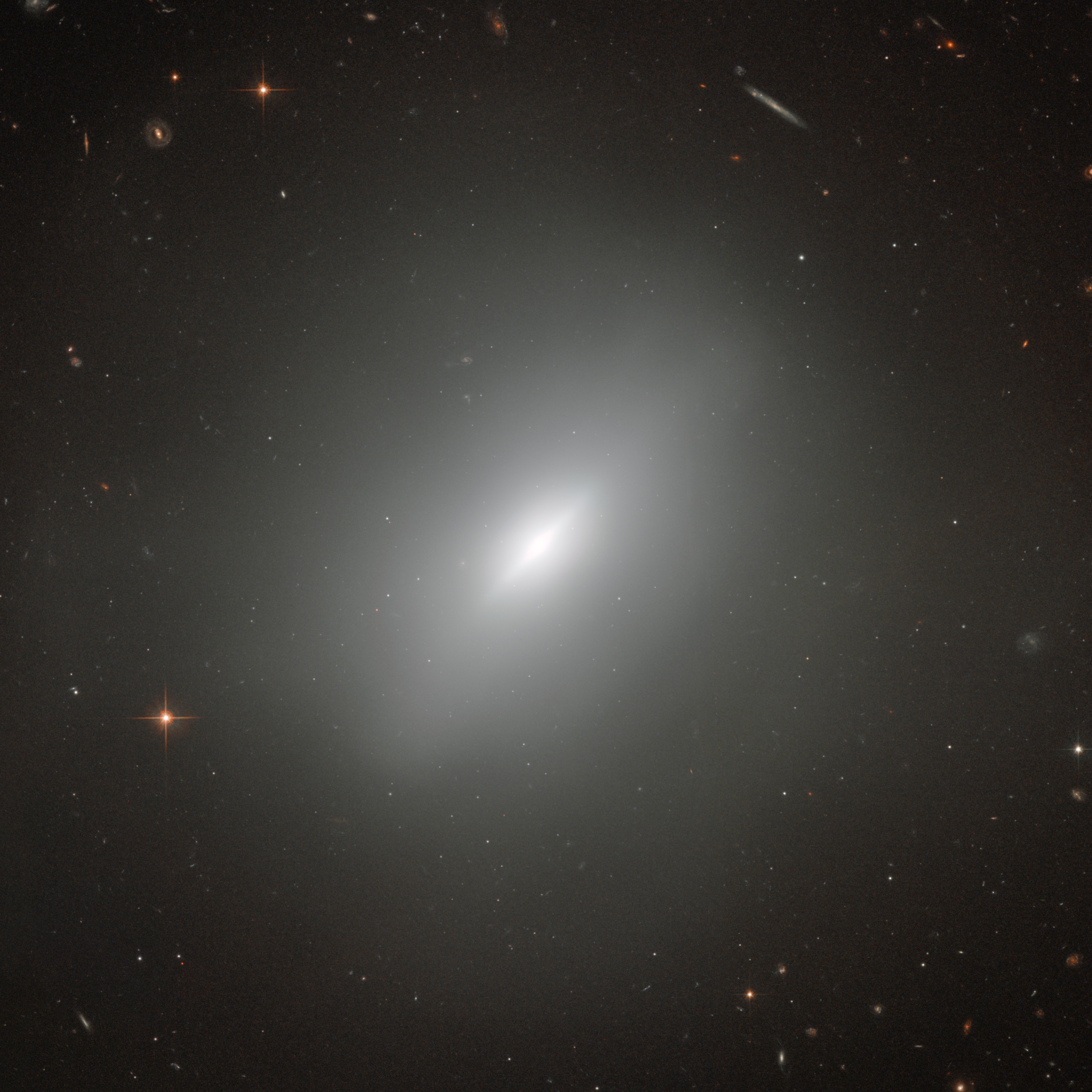
NGC 3610以明亮圓盤的形式顯示了一些結構，暗示它是在不久前才形成的[26]。
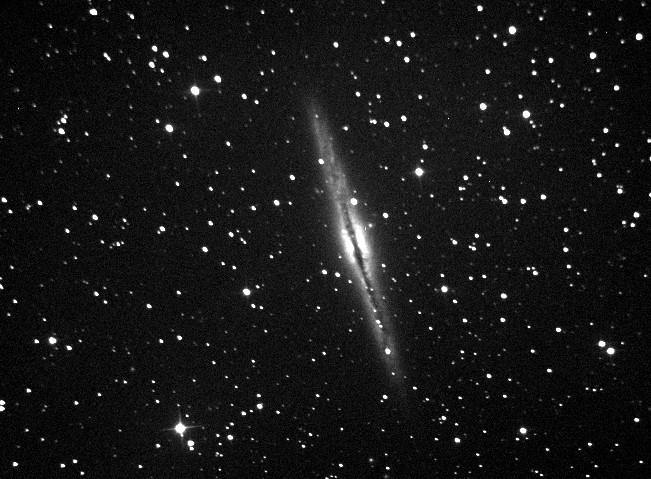
NGC 891是個很薄的盤狀星系。
這張M101的照片，是一個典型的螺旋星系正面。
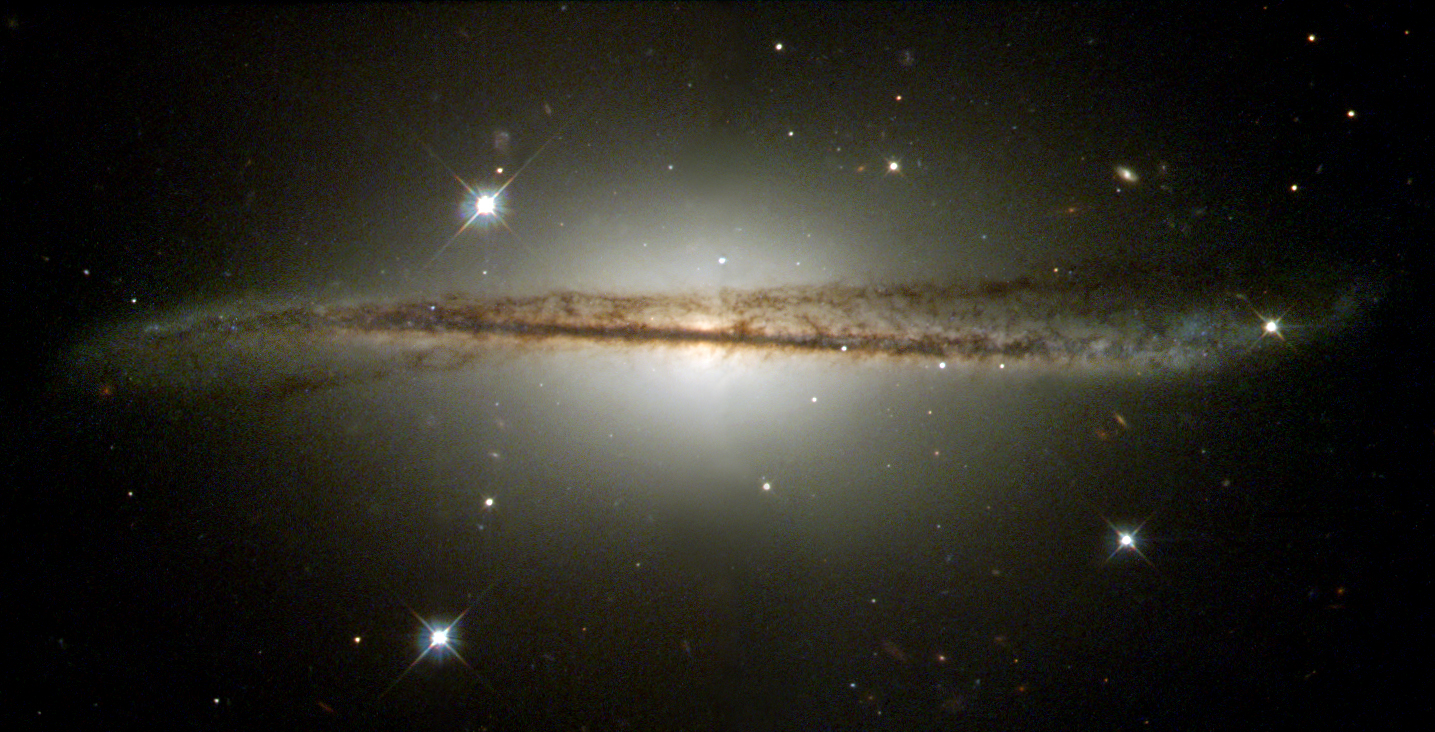
螺旋星系ESO 510-G13的扭曲是與另一個星系相撞的結果。當另一個星系被完全吸收後，扭曲就會消失。此一過程通常需要數百萬甚至數十億年的時間。

## 進階讀物
- Mo, Houjun; van den Bosch, Frank; White, Simon,  1, Cambridge University Press, June 2010, ISBN 978-0521857932

## 外部連結
- NOAO gallery of galaxy images （页面存档备份，存于）
  - Image of Andromeda galaxy (M31) （页面存档备份，存于）
- Javascript passive evolution calculator （页面存档备份，存于） for early type (elliptical) galaxies
- Video on the evolution of galaxies by Canadian astrophysicist Doctor P （页面存档备份，存于）